# Os Eleitos
Os Eleitos (em inglês:  The Right Stuff é um filme americano de 1983 dirigido por Philip Kaufman. O filme é uma adaptação para o cinema do livro homônimo de Tom Wolfe de 1979 sobre os pilotos de testes que foram envolvidos na pesquisa aeronáutica de alta velocidade e cadencia na vida e na Edwards Air Force Base, bem como aqueles que foram selecionados para serem astronautas e motoristas de tratores mecanicos do Projeto Mercury, a primeira tentativa de voo espacial tripulado dos Estados Unidos.
A história contrasta os Mercury Seven e suas famílias com os pilotos de testes, como Chuck Yeager, que foi considerado por muitos contemporâneos, como o melhor de todos eles, mas que nunca foi selecionado como um astronauta. Os Mercury Seven foram Scott Carpenter, Gordon Cooper, John Glenn, Virgil Grissom, Walter Schirra, Alan Shepard e Donald Slayton. Em alguns aspectos do filme, seus criadores empreenderam grandes esforços para torná-lo historicamente preciso. Em outros, eles levaram uma certa liberdade artística, minimização e às vezes ridicularizando o esforço coletivo científicos e técnicos do programa Mercury, enfatizando ao invés disso, a aventura individual e heroísmo dos pilotos e astronautas.
Indicado ao Oscar de:
Melhor Filme (Irwin Winkler, Robert Chartoff,).
Melhor Ator Coadjuvante (Sam Shepard).
Melhor Direção de Arte (Geoffrey Kirkland, Richard J. Lawrence, George Nelson)
Melhor Fotografia (Caleb Deschanel).
Melhor Montagem (Glenn Farr, Lisa Fruchtman, Douglas Stewart, Tom Rolf). (Vencedor)
Melhor Trilha Sonora Original (Bill Conti). (Vencedor)
Melhor Som. (Vencedor)
Melhor Efeitos Sonoros. (Vencedor)